# 櫻庭奈奈美
櫻庭奈奈美（／ Sakuraba Nanami，1992年10月17日—），日本女演員，出生於鹿兒島縣出水市，所屬公司為Sweet Power經紀公司，身高160公分。

## 人物及簡歷

### 演出簡歷
- 2007年夏被發掘，正式進入演藝圈。
- 2008年2月9日，於少女偵探之怪奇事件（日语：栞と紙魚子）第六集中，首度亮相。
- 2008年5月，同時上映『同級生』、『體育館寶貝』，為初次出演電影。
- 2008年，約從17000人中被選出，獲得『2008 Miss Magazine（日语：ミスマガジン#ミスマガジン2008）』選美比賽總冠軍。
- 2009年，『全國高校橄欖球大會（日语：全国高等学校ラグビーフットボール大会#大会キャラクター）』中擔任形象人物。

### 人物
- 愛好、擅長的才藝是鋼琴演奏、網球、排球、中文。
- 初中時在市民體育大會獲得網球冠軍。
- 想去一下的地方是北海道。
- 以事務所的前輩，堀北真希為目標。
- 喜歡的藝人是澤尻英龍華、長渕剛、相武紗季、長澤雅美。
- 喜歡的食物是甘薯、日本拉麵、鳳梨；討厭的食物是肝臟、魚子醬、海膽。
- 喜歡的顏色是橘子色。

## 作品
註：粗體字之飾演角色為主演角色。

### 電視劇
| 劇名                                                                                       | 電視台                  | 首播日期                    | 出演集數    | 飾演角色       | 相關 |
| ------------------------------------------------------------------------------------------ | ----------------------- | --------------------------- | ----------- | -------------- | ---- |
| 2008年                                                                                     |                         |                             |             |                |      |
| 少女偵探之怪奇事件                                                                         | 日本電視台              | 2008年2月9日                | 第6集       |                |      |
| 東京少女                                                                                   | BS-i                    | 2008年6月7日                | （全劇）    | 奈奈美         |      |
| 千の風になって ドラマスペシャル 『なでしこ隊〜少女達だけが見た“特攻隊”封印された23日間〜』 | 富士電視台              | 2008年9月20日               | （全劇）    |                |      |
| 紅線                                                                                       | 富士電視台              | 2008年12月6日               | 除7,8,9集   | 中川沙良       |      |
| 2009年                                                                                     |                         |                             |             |                |      |
| 鬼鎮之花                                                                                   | 朝日電視台              | 2009年3月20日               | （全劇）    | 柳川詩織       |      |
| 麥穗星之夢                                                                                 | NHK                     | 2009年6月18日               | （全劇）    | 鴨川明日美     |      |
| 惡魔的愛情                                                                                 | 關西電視台              | 2009年7月7日                | （全劇）    | 高木香織       |      |
| 2010年                                                                                     |                         |                             |             |                |      |
| 醫龍-Team Medical Dragon-3                                                                 | 富士電視台              | 2010年10月14日              | （第1集）   | 菅谷優希奈     |      |
| 2011年                                                                                     |                         |                             |             |                |      |
| 明星保鑣99天                                                                               | 富士電視台              | 2011年10月23日              | （全劇）    | 並木桃         |      |
| 2012年                                                                                     |                         |                             |             |                |      |
| 妄想搜查～桑瀉幸一副教授的有型生活                                                         | 朝日電視台              | 1月22日                     | （全劇）    | 神野仁美       |      |
| 我與他與多嘴的汽車                                                                         | 富士台                  | 9月22日                     | （全劇）    | 近野遥香       |      |
| Reset ～尋找真正的幸福的方法～                                                             | MBS                     | 9月30日                     | （全劇）    | 黑川薫(少女期) |      |
| 高校歌劇團☆男組                                                                            | CBC                     | 10月6日                     | （全劇）    | 早瀨圓         |      |
| SWEETS~嗚呼、甘甜的青春~                                                                   | NHK總合、福岡放送局制作 | 12月7日                     | （全劇）    | 權堂果步       |      |
| 2013年                                                                                     |                         |                             |             |                |      |
| LAST HOPE                                                                                  | 富士電視台              | 2013年1月15日               | （全劇）    | 時田真希       |      |
| Limit 界限                                                                                 | 東京電視台              | 2013年7月12日               | （全劇）    | 今野水希       |      |
| 必殺仕事人2013                                                                             | ABC、朝日電視台         | 2013年2月17日               | （全劇）    | 志乃           |      |
| 二十四隻眼睛                                                                               | 朝日電視台              | 2013年8月4日                | （全劇）    | 片桐琴江       |      |
| Miss Pilot                                                                                 | 富士電視台              | 2013年10月15日              | （全劇）    | 阿倍野鈴       |      |
| 2014年                                                                                     |                         |                             |             |                |      |
| Slient Poor                                                                                | NHK綜合                 | 2014年4月8日                | （全劇）    | 三輪愛花       |      |
| 2015年                                                                                     |                         |                             |             |                |      |
| 風之嶺-銀漢之賦                                                                            | NHK總合                 | 2015年1月5日                | （全劇）    | 蕗             |      |
| 新浪花金融道                                                                               | 富士電視台              | 2015年1月24日               | （全劇）    | 雨宮利加子     |      |
| 果し合い                                                                                   | BS Skapa                | 2015年10月31日              | （全劇）    | 美也           |      |
| 2016年                                                                                     |                         |                             |             |                |      |
| 飛機雲〜罪與戀〜                                                                           | NHK綜合                 | 2016年4月15日               | （全劇）    | 筱崎圭子       |      |
| 植劇場－戀愛沙塵暴                                                                         | 台視 八大               | 2016年8月19日 2016年8月20日 | （第5-7集） | 奈奈           |      |
| 2017年                                                                                     |                         |                             |             |                |      |
| 福岡戀愛白皮書12 老師與我                                                                  | KBC                     | 2017年3月24日               | （全劇）    | 吉濑瑞季       |      |
| 2018年                                                                                     |                         |                             |             |                |      |
| 西鄉殿                                                                                     | NHK綜合                 | 2018年1月7日                | （全劇）    | 西鄉琴         |      |
| 电影的节日特别电视 NOMOVIE，NO LIFE                                                        | WOWOW                   | 2018年2月10日               | 第1集       | 野村麻里奈     |      |
| 2019年                                                                                     |                         |                             |             |                |      |
| 東京二十三區女                                                                             | WOWOW                   | 2019年4月12日               | 第3集       |                |      |
| 小说王                                                                                     | 富士電視台              | 2019年4月22日               | （全劇）    | 佐仓晴子       |      |
| 緋紅                                                                                       | NHK綜合                 | 2019年9月30日               | （全劇）    | 川原直子       |      |
| 2020年                                                                                     |                         |                             |             |                |      |
| Home Not Alone                                                                             | NHK綜合                 | 2020年5月18日               |             |                |      |
| 13                                                                                         | 東海電視台              | 2020年6月6日                |             | 相川百合亞     |      |
| Doctor-Y～外科医·加地秀树～                                                                | 朝日電視台              | 2020年10月4日               | （全劇）    | 三葉真帆       |      |
| 2021年                                                                                     |                         |                             |             |                |      |
| Dream Team                                                                                 | NHK                     | 2021年1月22日               | （全劇）    | 三代澤茜       |      |
| 2022年                                                                                     |                         |                             |             |                |      |
| 逃亡醫F                                                                                    | 日本電視台              | 2022年1月15日               | （全劇）    | 八神妙子       |      |
| DOUBLE                                                                                     | WOWOW                   | 2022年6月4日                | （全劇）    | 冷田一惠       |      |
| 2025年                                                                                     |                         |                             |             |                |      |
| 遺產偵探                                                                                   | 日本電視台              | 2025年2月1日                | 第2集       | 島村紗流       |      |
| 協商的技術                                                                                 | JTBC                    | 2025年3月8日                | 第5.6集     | 廣瀨晴香       |      |
| DOCTOR PRICE                                                                               | 日本電視台              | 2025年7月6日                | 第1集       | 新井夏希       |      |

### 電影
- JUNON恋愛小説系列
  - 同級生（2008年）－飾演 早川由紀
  - 體育館寶貝（2008年）－飾演 早川由紀
- 天堂的公共汽車（2008年）
- 紅線（2008年12月20日）－飾演 中川沙良
- 夏日大作戰（2009年夏）－飾演 篠原夏希（聲音出演）
- 書法女孩 舞動甲子園（2010年） -飾演 篠森香奈
- 最後的忠臣藏（2010年） -飾演 可音
- 荒唐男荒唐女（2011年）- 主演 千春
- 心動舞台（2011年）　-飾演 塚本芽衣
- 來自天國的喝采（2011年） -飾演 比嘉アヤ
- 《推理要在晚餐後》電影版(2013年) -飾演 藤堂凜子
- 人狼游戏(2013年) - 主演 仁科爱梨
- 進擊的巨人 ATTACK ON TITAN（2015年8月1日） -飾演 莎夏
- 進擊的巨人2 ATTACK ON TITAN2：世界終結（2015年9月19日） -飾演 莎夏
- 懸崖上的小號（2016年9月17日） -飾演 葵
- 追捕 (2017年11月24日) -飾演 百田里香
- 烤肉龙(2018年6月22日) -飾演 美花
- 家族的颜色(2018年11月30日) -飾演 佐佐木百合

### 網路電視劇
- 進擊的巨人 反撃的狼煙第2話（2015年4月9日） - 莎夏
- bump.y （2009年10月6日～12月22日）
- 午夜恐怖：6夜 第5集（2022年10月27日） - 小梅

### 配音
- The Thundermans（2013年）- Phoebe
- .hack//世界的彼方（2012年） - 有城空

### 娛樂節目
- （2009年6月13日，NHK）

### 廣告
- Glico × BOMBA （2008）
- 紅線 × Pocky（2008）
- 全國高校橄欖球大會（2009）
- Softbank　（2009年）
- SUNTORY 果汁奈奈子（2010年2月 - 2011年2月） - 第6代奈奈子
- 樂天
  - Ghana Milk Chocolate（2010年4月 - ）
  - 餅之果實（2011年7月 - ）
- 郵貯銀行 「日本全國、郵貯家族。」（2010年8月 - ） - 緑川奈奈美
- 三菱地所 「三菱地所、去看看吧。」（2010年9月 - ）
- LAWSON「40周年『宣言編』」等（2015年6月 - ）
- 出水製酒（2016年4月 - ）

### 主持
- 《開運音樂堂（日语：開運音楽堂）》（2008年10月4日－，TBS）

### 歌曲
- 『東京少女 櫻庭奈奈美（日语：東京少女）』片尾曲。

### 廣播
- SCHOOL OF LOCK!『GIRLS LOCKS!（日语：GIRLS LOCKS!）』（2009年6月－、FM東京）每月第2週

### DVD
- （2008年8月27日）
- （2009年9月25日）

### 游戏
- 春逝百年抄（2022年5月）-饰演 河河见遥

### 网络节目
- NHK华语视界聊天室18:00（2019年1月15日起）

## 出版刊物

### 寫真集
- 《Ｎ・Ｐ》 (Nanami Power) (初寫真集) (講談社，2009年9月10日發售，ISBN 4-0636-4794-3)
- 《階段Ｎ↑ＵＰ》(講談社，2011年1月21日發售，ISBN 4-0636-4850-8)
- 《Birth》（WANI BOOKS，2012年10月17日發售，ISBN 978-4-8470-4497-7）

### 寫真雜誌
- B.L.T TOKYO Route 773 て・く・て・く・な・な・み（東京ニュース通信社，2009年9月24日發售）
- フォトカードマガジン PHOTORE vol.2 桜庭ななみ（東京ニュース通信社，2010年8月11日發售，ISBN 978-4863361065）
- B.L.T. B.L.T. MOVIE GIRLS Vol.1（東京ニュース通信社，2010年3月31日發售，ISBN 978-4863360860）
- B.L.T. U-17 Vol.15 Sizzleful Girl 2010 summer（東京ニュース通信社，2010年8月5日發售，ISBN 978-4863361034）
- B.L.T. U-17 Vol.13 Sizzleful Girl 2009 winter（東京ニュース通信社，2010年2月5日發售，ISBN 978-4863360815）
- B.L.T.U-17 sizzleful girl vol.10 (東京ニュース通信社，2009年5月8日發售，ISBN 4-8633-6053-3)
- B.L.T.U-17 sizzleful girl vol.9 (東京ニュース通信社，2009年2月5日發售，ISBN 4-8633-6040-1)

### 月曆
- 《Sakuraba Nanami 2010年月曆》 (株式会社 ハゴロモ，2009年9月26日發售，ASIN B002M34AGI)

## 外部連結
- 官方網站
- Sweet Power
- 櫻庭奈奈美的Instagram帳戶
- 櫻庭奈奈美的X（前Twitter）
- 櫻庭奈奈美的新浪微博